# شرکت کاغذ و تامین پنسیلوانیا
شرکت کاغذ و تامین پنسیلوانیا، واقع در اسکرانتون، پنسیلوانیا، یک عمده‌فروش خصوصی است که در مدیریت تسهیلات، بسته‌بندی صنعتی، تجهیزات و لوازم اداری تخصص دارد. این شرکت که در سال ۱۹۲۲ تأسیس شد، یکی از قدیمی ترین مشاغل در این ایالت است که هنوز توسط نوادگان مستقیم بنیانگذاران آن اداره می‌شود.
شایان ذکر است، این شرکت الهام بخش سریال تلویزیونی آمریکایی، اداره بود. نمای بیرونی نمادین دفتر مرکزی آن که در سکانس آغازین این سریال نمایش داده می شود، به طور گسترده به عنوان یکی از قابل تشخیص ترین تصاویر ساختمانی در تاریخ تلویزیون در نظر گرفته می شود.
جیکوب فینک این شرکت را در سال ۱۹۲۲ راه اندازی کرد تا فروشگاه‌های مواد غذایی کوچک را با کیسه‌های کاغذی تامین کند. این کسب و کار بعدها در طول رکود بزرگ و جنگ جهانی دوم محصولات و خدمات خود را متنوع کرد و به آنان افزود. این شرکت به طور رسمی در سال ۱۹۵۱ تأسیس شد.